# Langer Turm (Aachen)

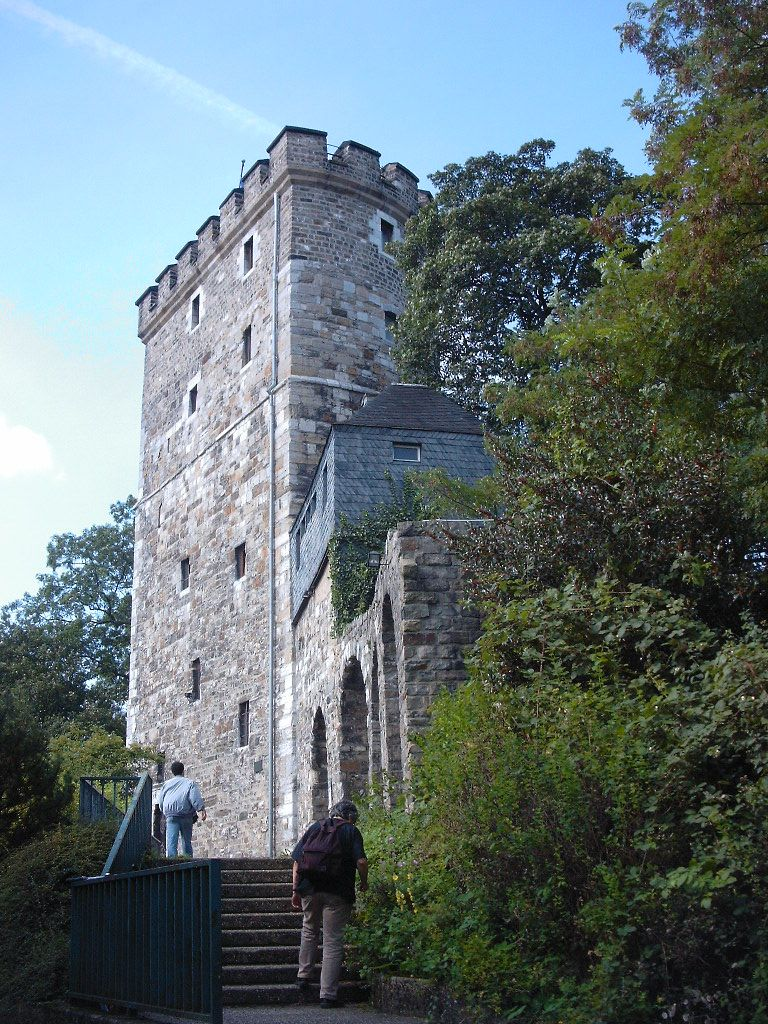
Langer Turm

Der Lange Turm (auch Pulverturm genannt) war ein Wehrturm der circa 1300 bis 1350 errichteten äußeren Stadtmauer der Stadt Aachen. Er gehört zu den wenigen erhalten gebliebenen Türmen der ehemaligen Stadtbefestigung.

## Lage
Der Lange Turm steht auf einem 204 m hohen Hügel zwischen Turmstraße und Junkerstraße. Damit stand er auf dem höchsten Punkt des äußeren Mauerrings. An dieser Stelle hatte sich bereits ein Vorwerk der inneren Stadtmauer befunden.
In dem äußeren Mauerring stand der Lange Turm im Westen zwischen Königstor und Ponttor, etwa 100 m nördlich des Königstors. Zwischen dem Langen Turm und dem Königstor existierte kein weiterer Turm, zwischen ihm und dem Ponttor die fünf Türme Burtscheider Turm, Beguinenturm, Gregoriusturm, Bongartsturm und Krückenturm.

## Geschichte

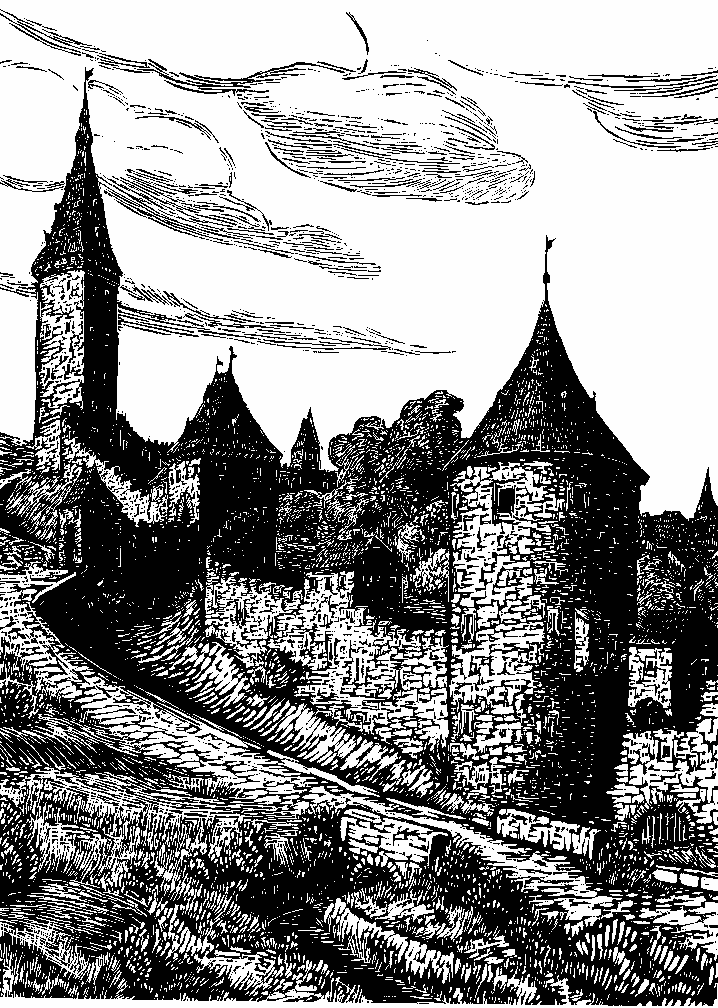
Pfaffenturm, Königstor und Langer Turm, Holzschnitt von Karl Josef Gollrad.

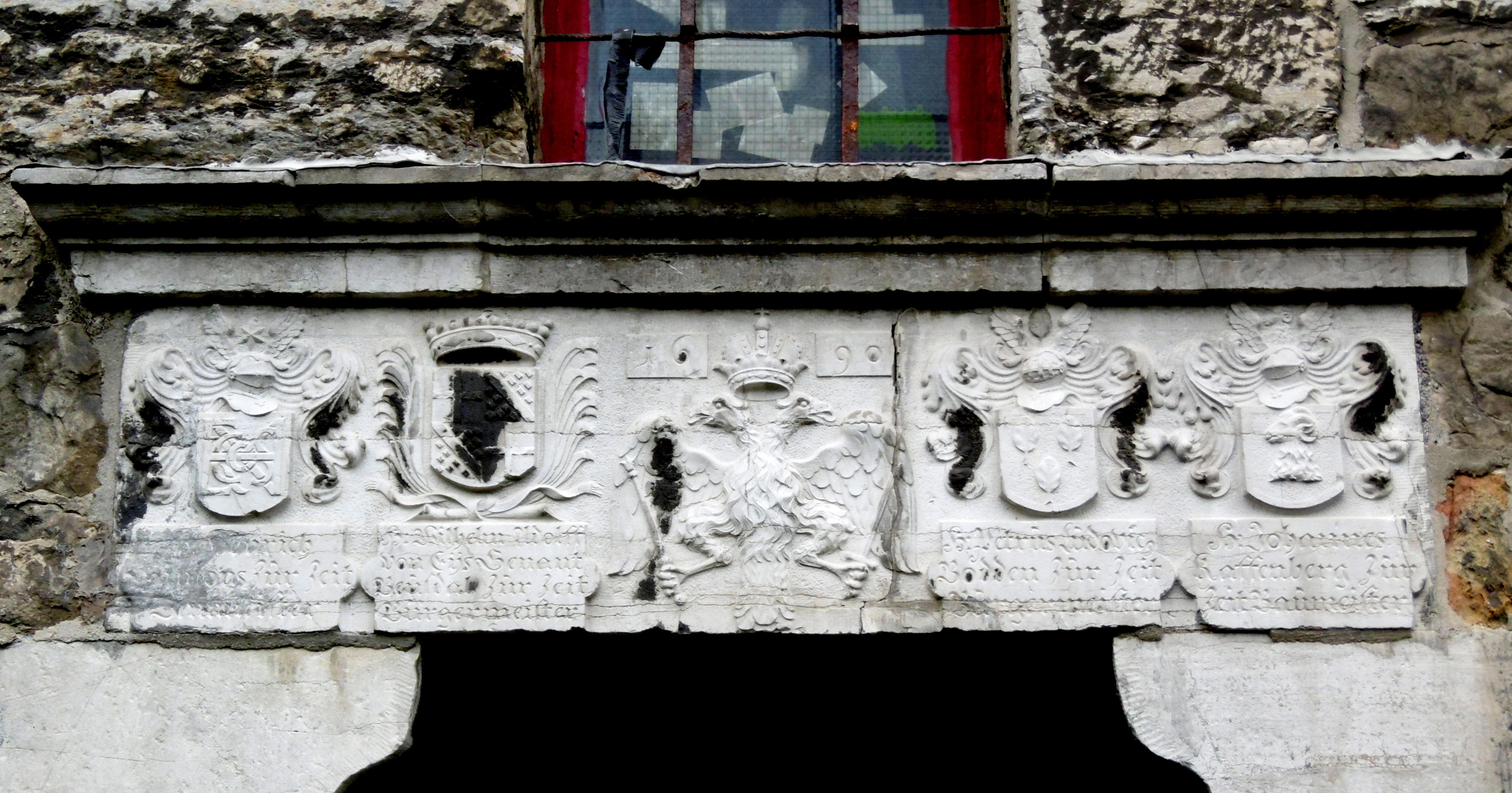
Eingangstür mit den Wappen der Bürgermeister und Baumeister aus dem Jahre 1690

Der Turm wurde um 1300 errichtet. Er war einer der wichtigsten Wehrtürme der ehemaligen Stadtbefestigung während der Zeit des Aachener Reichs, da er an einer der gefährdetsten Stellen der Mauer stand. Außerhalb des Stadtmauer steigt das Gelände stetig an, so dass hier ein Turm mit einer besonderen Höhe erforderlich war, ähnlich wie beim Breuerturm, der ursprünglich an der Stelle des heutigen Marienturms stand, und beim Sandkaultor.
Vom Langen Turm aus ist das Stadtgebiet des damaligen Aachens gut zu überblicken. Daher nutzte man das Gebäude nicht nur zur militärischen Überwachung, sondern ebenfalls als Feuerposten und auch als zentrale Signalstelle zu den acht Wachtürmen des Aachener Reichs. Von diesen Wachtürmen, die von örtlichen Förstern bewohnt und gesichert wurden und von denen heute noch die Türme Alt-Linzenshäuschen, Haus Turm Beeck, Haus Hirsch, Adamshäuschen und die Burg Orsbach erhalten sind, konnte rechtzeitig per Rauch- oder Lichtzeichen oder durch Böllerschüsse vor Feinden gewarnt werden.
Besondere Bedeutung erlangte der Lange Turm während des Dreißigjährigen Krieges, als im März 1638 Truppen des Generals Marquis de Grana den Turm vom benachbarten Königshügel aus beschossen. Nachdem das Gebäude von mehr als 250 Stück 25 bis 30 Pfund schweren Kugeln getroffen worden war, stürzten das Spitzdach sowie zahlreiche Mauerteile ein. Diese und weitere militärische Ereignisse führten zur Kapitulation der Aachener Bürger.
Aber nicht nur kriegerische Vorfälle haben den Turm schwer beschädigt. Nach einem Blitzeinschlag im Jahre 1624 brannte die komplette Spitzhaube des Gebäudes ab. Der Turmwächter konnte erst in letzter Minute gerettet werden. Um 1690 fanden erneut größere Restaurierungsarbeiten statt, worauf der Türsturz hinweist, in dem die Wappen der amtierenden Bürgermeister Wilhelm Adolf von Eys und Peter Ludwig Bodden sowie ihrer beiden Baumeister eingraviert sind. Nach wiederholten Feuern im Jahre 1807 wurde das Spitzdach nicht mehr erneuert. Die Entscheidung, den Turm als Pulverturm zu nutzen, verbot die Dachform, da sie ein zu hohes Brandrisiko darstellte.
Im 1891 änderte sich die Funktion des Gebäudes erneut. Er wurde nach Plänen des Stadtbaumeisters Joseph Laurent zum Aussichtsturm umgebaut. Hierbei erfolgten zahlreiche Modifikationen, die die alte Struktur wesentlich änderten. Bei einem Erdbeben am 13. April 1992 stürzte ein großer Teil des Mauerwerks ein. Unter großem finanziellem Aufwand wurde das historische Gebäude wiederhergestellt.
Der Turm wurde bis Anfang 2024 vom Studentenwerk der Katholischen Hochschulgemeinde Aachen e. V. als Studentenwohnheim genutzt.

## Beschreibung
Anders als bei sonstigen Halbrundtürmen, bei denen der Grundriss ein Halbkreis mit gerade verlängerten Schenkeln ist, ist der Grundriss des Langen Turms ein Kreissegment mit einem Radius von 6,20 m, das leicht über einen Halbkreis hinausgeht und einen Mittelpunktswinkel von etwa 210° hat. Daraus ergibt sich eine Breite des Turms von 12,40 m und eine Tiefe von 7,90 m. Die Sehne des Kreissegments ist zur Stadt hin gerichtet, die gerundete Seite zum benachbarten Königshügel hin.
Mit einer Höhe (flache Seite) von 22,40 m hat der Lange Turm vier Stockwerke, von denen die beiden unteren höher sind als die beiden oberen. Die zwei unteren Geschosse besaßen Kuppelgewölbe aus Ziegelsteinen und je drei Schießscharten für Bogen- und Armbrustschützen, von denen zwei seitlich zum Stadtgraben hin gerichtet waren und eines geradeaus stadtauswärts. Die beiden oberen Geschosse hatten hölzerne Balkendecken und vier bzw. fünf Schießluken, die durch Holzklappen verschlossen werden konnten, für den Einsatz von Geschützen wie z. B. Ballisten.
Ursprünglich hatte der Turm ein Kegeldach, das von einer Wetterfahne gekrönt wurde, heute besitzt er ein Flachdach mit Zinnen.